# Joe Murnan
Joe Murnan (* 28. September 1983) ist ein englischer Dartspieler.

## Karriere
Sein erster größerer Erfolg gelang ihm 2011 bei den UK Open, wo er die Runde der Letzten 32 erreichte. 2014 gelang ihm dies ein weiteres Mal.
2015 erreichte er sein erstes Viertelfinale bei der PDC. Dies waren die German Darts Championship, er unterlag im Viertelfinale dem späteren Sieger Michael van Gerwen (6:4).
Drei Monate später, gelang ihm sein allererster PDC-Turniersieg. Er gewann ein Players Championship-Event. Er schlug dort u. a. Stephen Bunting und Dave Chisnall.
2015 verlief für Murnan sehr zufriedenstellend und zum ersten Mal in seiner Laufbahn gelang ihm die Qualifikation für eine Weltmeisterschaft. In der ersten Runde der PDC-Weltmeisterschaft 2016 traf er auf Andy Hamilton. Trotz einer eher schwachen Leistung setzte sich Murnan knapp mit 3:2 durch und zog somit in die zweite Runde ein. Dort unterlag er Alan Norris klar mit 4:1.
Bei der PDC Qualifying School 2021 holte sich Murnan die Tour Card für die PDC Pro Tour zurück. Bei den darauffolgenden UK Open gewann Murnan sein Erstrundenspiel gegen Matthew Dennant, unterlag jedoch in seinem zweiten Spiel gegen Kai Fan Leung mit 3:6. Auf der darauffolgenden Pro Tour konnte Murnan bei den Floor-Turnieren zwar wenig Erfolge erzielen, er qualifizierte sich dafür für beide Events auf der European Darts Tour 2021. Bei beiden erreichte er daraufhin die zweite Runde, was in dem Jahr ausreichte, um sich für die European Darts Championship zu qualifizieren. Dort unterlag er in der ersten Runde gegen Adam Gawlas mit 4:6.
Über die PDC Pro Tour Order of Merit gelang ihm daraufhin die Qualifikation für die PDC World Darts Championship 2022. In der ersten Runde gewann er gegen die Darts-Legende Paul Lim mit 3:2. In der zweiten Runde lieferte er sich ein enges Spiel gegen Nathan Aspinall, unterlag aber schließlich im letzten Satz.
Kurz darauf stand er beim Players Championship Nummer drei im Viertelfinale. Die UK Open 2022 hingegen verliefen ohne Sieg für Murnan. Er unterlag in seinem ersten Spiel gegen Sebastian Białecki mit 5:6. Er qualifizierte sich in diesem Jahr insgesamt viermal für die European Tour, wo er beim European Darts Grand Prix 2022 sein bestes Ergebnis erzielte. Er siegte über Lukas Wenig und Dimitri Van den Bergh, bevor er erst im Achtelfinale gegen den späteren Sieger Luke Humphries ausschied. Insgesamt reichten seine Leistungen jedoch nicht, um sich wieder für die WM zu qualifizieren. Die Tour Card konnte er allerdings vorerst halten.
Bei den UK Open 2023 spielte er ein schwaches erstes Spiel, in dem er gegen Adrian Lewis mit 0:6 unterlag. Er qualifizierte sich in diesem Jahr für zwei European-Tour-Events, zog aber die Teilnahme an den European Darts Open zurück, während er bei der Hungarian Darts Trophy 2023 direkt in der ersten Runde gegen Jermaine Wattimena ausschied. Auch bei allen Pro Tour-Turnieren blieb Murnan in diesem Jahr erfolglos und eine weitere Major-Qualifikation gelang ebenfalls nicht. Somit musste er Ende 2023 seine Tour Card wieder abgeben.
Im Januar 2024 startete Murnan daraufhin bei der Q-School in der Final Stage. Er gewann dabei zwei Spiele, ohne jedoch einen Punkt für die Rangliste zu erspielen.

## Weltmeisterschaftsresultate

### PDC
- 2016: 2. Runde (1:4-Niederlage gegen  Alan Norris)
- 2017: 1. Runde (0:3-Niederlage gegen  Mark Webster)
- 2022: 2. Runde (2:3-Niederlage gegen  Nathan Aspinall)

## Titel

### BDO
- Weitere
  - 2011: Romanian Open

### PDC
- Pro Tour
  - Players Championships
    - Players Championships 2015: 10
- Secondary Tour Events
  - PDC Challenge Tour
    - PDC Challenge Tour 2015: 8, 10

## Trivia
Bei seinem Erstrunden-Sieg über Hamilton bei der PDC-Weltmeisterschaft 2016 sorgte Murnan damit für Aufsehen, dass er beim Stand von 5:4 Legs im fünften Satz dachte, er hätte das Spiel bereits gewonnen. Er brauchte jedoch noch ein Leg, da im fünften Satz die Regel gilt, dass man mindestens zwei Legs Vorsprung braucht, um zu gewinnen.